# Una agent molt especial
Una agent molt especial (títol original en italià, Ma cosa ci dice il cervello) és una pel·lícula de comèdia d'espionatge italiana del 2019 dirigida per Riccardo Milani. S'ha doblat i subtitulat al català.

## Repartiment
- Paola Cortellesi com a Giovanna Salvatori
- Stefano Fresi com a Roberto Desideri
- Tomas Arana com a Eden Bauen
- Teco Celio com a Gerard Colasante
- Remo Girone com a D'Alessandro
- Vinicio Marchioni com a Marco
- Lucia Mascino com a Francesca
- Ricky Memphis com a Dario Carocci
- Paola Minaccioni com a Anita Ruggiero